# Garçote-anão
Garçote-anão ou garçote-preto-africano (Ixobrychus sturmii) é uma espécie de pelecaniforme da família Ardeidae.
Pode ser encontrada nos seguintes países: Angola, Benin, Botswana, Burkina Faso, Burundi, Camarões, República Centro-Africana, Chade, República do Congo, República Democrática do Congo, Costa do Marfim, Guiné Equatorial, Etiópia, Gabão, Gambia, Gana, Guiné, Quénia, Libéria, Malawi, Mali, Mauritânia, Moçambique, Namíbia, Níger, Nigéria, Ruanda, Senegal, Serra Leoa, Somália, África do Sul, Espanha, Sudão, Suazilândia, Tanzânia, Togo, Uganda, Zâmbia e Zimbabwe.